# Auguste Baud-Bovy

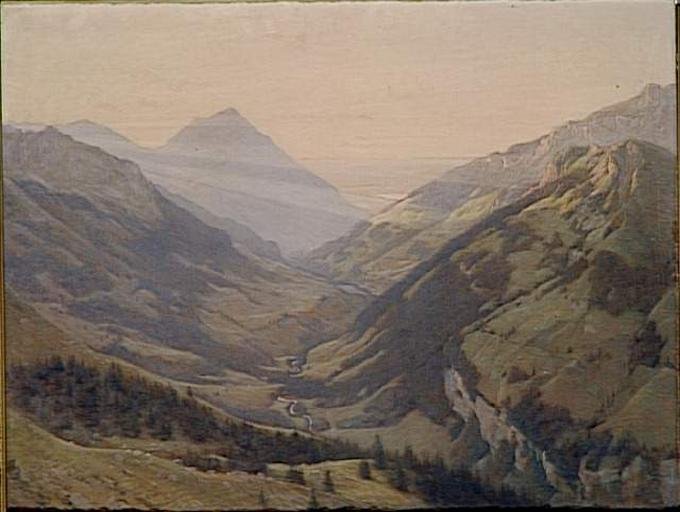
Auguste Baud-Bovy

Auguste Baud-Bovy (ur. 13 lutego 1848 w Genewie, zm. 3 czerwca 1899 w Davos) – szwajcarski artysta malarz, uznawany za jednego z najwybitniejszych malarzy Alp.

## Życiorys
Był synem Henriego-Georges’a Bauda, dyrektora znanego salonu jubilerskiego. Od 1849 wychowywał się w zamku Gruyères. Tam uczył się podstaw malarstwa u Barthélemy’ego Menna, jednego z artystów skupionych wokół zamku. W 1868 ożenił się z Zoé-Jeanne-Suzanne Bovy, artystką zajmującą się emalierstwem i malarstwem na emalii. Od tego czasu zaczął sygnować swoje prace nazwiskiem Baud-Bovy. W 1880 odbył podróż do Hiszpanii. W latach 1882–1888 przebywał dużo w Paryżu, po czym ostatecznie opuścił Gruyères i osiadł w drewnianym, górskim domu w Aeschi bei Spiez w kantonie berneńskim (dystrykt Frutigen). Zaprzyjaźnił się z przebywającymi w Szwajcarii po upadku Komuny Paryskiej Gustave’em Courbetem, którego odwiedzał w La Tour-de-Peilz nad Jeziorem Genewskim oraz z Henrim Rochefortem. Prowadził rozległą korespondencję z Eugène’em Grassetem, zaś w Aeschi odwiedzał go francuski dekadencki pisarz Joris-Karl Huysmans.
Pozostawał pod artystycznym wpływem Courbeta, a później Jeana-Baptiste’a Corota. Malował głównie alpejskie pejzaże, widoki alpejskich wiosek i górskich szałasów, pasterzy i ich trzody. W Aeschi powstał jego znany cykl postaci góralskich Gestes héroïques des bergers.
Wraz z Eugène’em Burnandem i Francisem Furetem pracował nad Panoramą Alp Berneńskich (Panorama des Alpes bernoises, zaginęła), przeznaczoną na światową wystawę Kolumbowską (World’s Columbian Exhibition) w Chicago w 1893.